# Гамбо, Мохаммед
Мохаммед Гамбо (англ. Mohammed Gambo; 10 марта 1988, Кано, Нигерия) — нигерийский футболист, нападающий клуба «Кано Пилларс». Участник Кубка конфедераций 2013.

## Биография

### Клубная карьера
С 2006 года выступает за клуб чемпионата Нигерии «Кано Пилларс». В составе клуба трижды становился чемпионом Нигерии в 2012, 2013 и 2014 годах.

### Карьера в сборной
Впервые был вызван в сборную Нигерии в марте 2013 года на матч отборочного турнира чемпионата мира 2014 против Кении, однако на поле не вышел. Летом того же года Гамбо был включён в заявку сборной Нигерии на Кубок конфедераций 2013. На турнире он принял участие только в одном матче, 23 июня в матче 3-го тура против сборной Испании (0:3) Гамбо вышел на замену 71-й минуте вместо Джозефа Акпалы.

## Достижения
«Кано Пилларс»
- Чемпион Нигерии (3): 2012, 2013, 2014